# Xavier Barachet
Xavier Barachet (født 19. november 1988 i Nice, Frankrig) er en fransk håndboldspiller, der til dagligt spiller for den franske ligaklub Chambéry Savoie. Han skiftede til klubben i 2006. Hans primære position på banen er højre back.

## Landshold
Barachet debuterede på det franske landshold i 2008, og har været med til at vinde adskillige titler med sit land.

## Landsholdstitler
- VM i 2009
- EM i 2010
- VM i 2011